# Riaba
Riaba, anteriormente llamada Concepción, es una población situada en la isla de Bioko (antigua Fernando Poo) en Guinea Ecuatorial, perteneciente a la provincia de Bioko Sur. Su población estimada (2005) es de 1071 habitantes. 
Actualmente es la capital del Distrito de Riaba.

## Historia
A principios del siglo XVI, concretamente en 1507, el portugués Ramos de Esquivel realizó un primer intento de colonización en la isla de Fernando Poo. Estableció una factoría en la actual Riaba y desarrolló las plantaciones de caña de azúcar, pero la hostilidad del pueblo insular bubi y las enfermedades pusieron fin rápidamente a esta experiencia.
Tras la llegada en 1778 de la expedición realizada por Joaquín Primo de Rivera y el Brigadier Conde de Argelejos, el emplazamiento fue fundado en 1779 con el nombre de Concepción por el teniente de fragata Guillermo Carboner. En 1821, el capitán británico Nelly refundó el establecimiento, llamándolo Melville Bay.